# Luis Zendejas
Luis Fernando Zendejas (nacido el 22 de octubre de 1961 en México, D.F.) es un jugador de fútbol americano Mexicano ya retirado.

## Breve biografía

### Arizona State
Nació en México, pero casi toda su infancia la vivió en Chico, California, donde comenzó a destacar como deportista desde la escuela preparatoria. Jugó como placekicker como universitario con los Sun Devils de Arizona State, y cuando se graduó de Arizona era el líder anotador en la NCAA (marca que ya ha sido superada).

### Jugador profesional
Jugó durante 8 años en varias ligas y varios equipos, en la United States Football League con los Arizona Outlaws (1985), en la National Football League con los Dallas Cowboys y los Philadelphia Eagles (1987-1989), en la Arena Football League con los Arizona Rattlers (1992-1995) y en la Canadian Football League con los Birmingham Barracudas.
Zendejas participó en dos partidos clásicos en la historia de la NFL: el primero fue el "Fog Bowl," (con Philadelphia el 13 de diciembre de 1988) el partido que se ha jugado con la niebla más densa en la historia de la NFL; y el otro fue el llamado "Bounty Bowl" (con Dallas el 23 de noviembre de 1989) en el cual se acusó al head coach Buddy Ryan de los Philadelphia Eagles de haber ofrecido una recompensa de $200 por su cabeza. 
Fue campeón en la Arena Football League con los Arizona Rattlers en 1994, conquistando el ArenaBowl VIII. Es poseedor de varias marcas de por vida en este mismo equipo así como marcas por una sola temporada. Fue seleccionado al All-Star Game de 1993.

## Después del retiro
Sus hermanos, Max, Tony y Alex (universidad) también han  sido kickers. Su sobrino Alex Zendejas Jr. fue kicker para la Universidad de Arizona. 
Es parte del Arizona Sports Hall Of Fame.
El 26 de abril de 2001 Zendejas fue contratado por los Arizona Cardinals como Director de Relaciones Comunitarias, donde tiene como compañero a Rolando Cantú.